# William Raleigh Hull
William Raleigh Hull Jr. (ur. 17 kwietnia 1906 w Weston, zm. 15 sierpnia 1977 w Kansas City) – amerykański polityk, członek Partii Demokratycznej.

## Działalność polityczna
Od 1939 do 1940 był burmistrzem Weston. W okresie od 3 stycznia 1955 do 3 stycznia 1973 przez dziewięć kadencji był przedstawicielem 6. okręgu wyborczego w stanie Missouri w Izbie Reprezentantów Stanów Zjednoczonych.